# Solar Energy Materials and Solar Cells
Solar Energy Materials and Solar Cells ist eine monatlich erscheinende, begutachtete wissenschaftliche Fachzeitschrift, die seit 1968 von Elsevier herausgegeben wird. Der abgekürzte Titel der Zeitschrift nach ISO 4 lautet Sol. Energ. Mat. Sol. Cells. Chefredakteur ist C.M. Lampert.
Themenschwerpunkt der Zeitschrift ist die Materialwissenschaft und Werkstofftechnik sowie die Technologieentwicklung im Bereich Solarenergie, darunter insbesondere die photovoltaische, solarthermische und die photoelektrochemische Energiegewinnung. Daneben werden ebenfalls die optischen Eigenschaften von Materialien sowie die Lichtsteuerung in energieeffizienten Architektur bzw. der Solararchitektur abgedeckt.
Der Impact Factor lag im Jahr 2020 bei 7,267, der fünfjährige Impact Factor bei 6,363. Damit lag das Journal beim Impact Factor auf Rang 21 von insgesamt 114 in der Kategorie „Energie und Treibstoffe“ gelisteten wissenschaftlichen Zeitschriften, auf Rang 70 von 334 Zeitschriften in der Kategorie „multidisziplinäre Materialwissenschaften“ und auf Rang 28 von 160 Zeitschriften in der Kategorie „angewandte Physik“.